# 18196 Rowberry
18196 Rowberry (2000 QY132) là một tiểu hành tinh vành đai chính được phát hiện ngày 26 tháng 8 năm 2000 bởi nhóm nghiên cứu tiểu hành tinh gần Trái Đất phòng thí nghiệm Lincoln ở Socorro.